# Bernwardstür

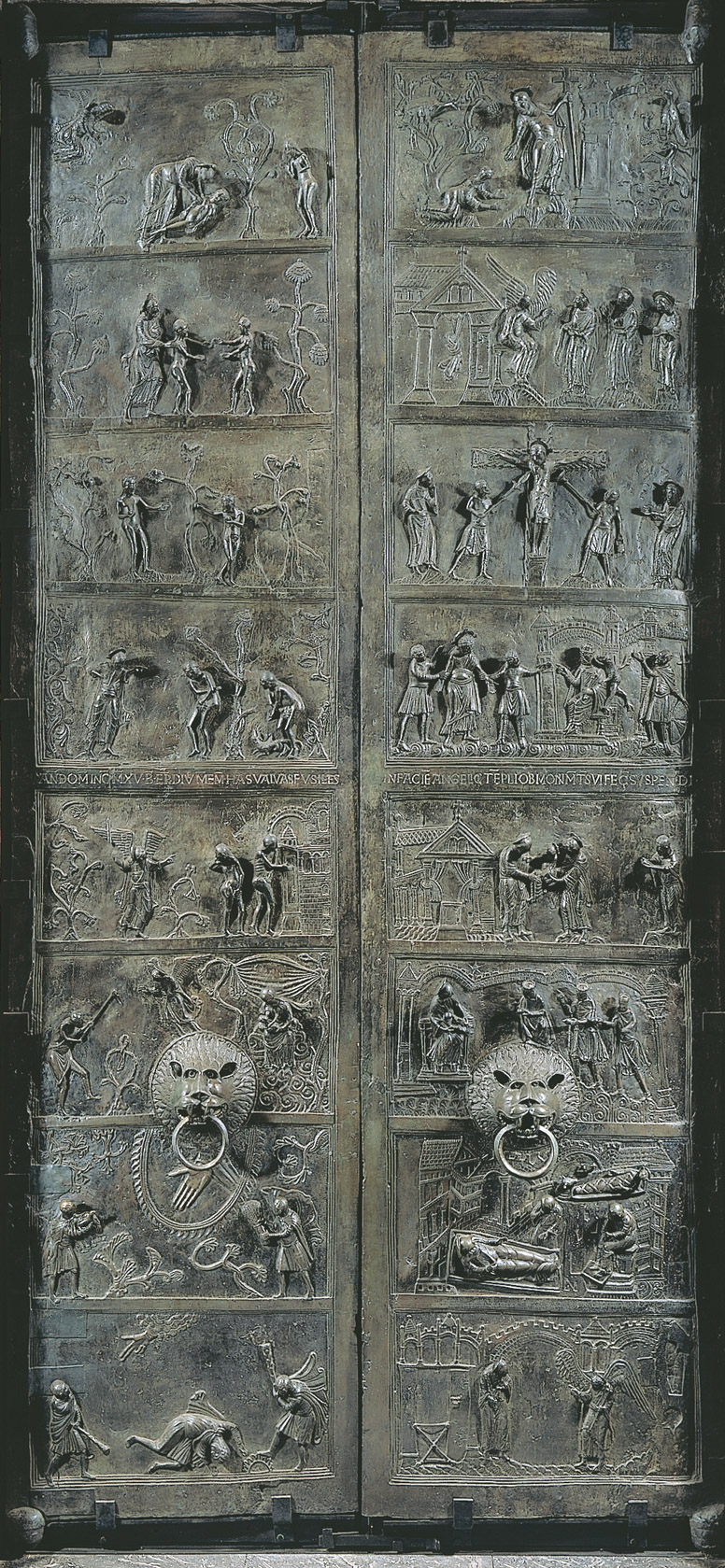
Bildseite der Bernwardstür

Die Bernwardstür (auch: Bernwardtür oder auch Bernwards Tür) ist eine um das Jahr 1015 datierte zweiflügelige Bronzetür im Westportal des Doms zu Hildesheim. Ihr reicher biblischer Figurenschmuck, der Szenen aus dem 1. Buch Mose und dem Leben Jesu Christi einander gegenüberstellt, gilt als erster Bildzyklus der deutschen Plastik. Nach der Restaurierung weisen die Türflügel in einem Vorraum wieder nach außen und stellten so dem Ankommenden die porta salutis, die Tür zum Heil, vor Augen. Aus konservatorischen Gründen werden die Torflügel nur zu feierlichen Anlässen geöffnet. Die Tür, die ihren Namen nach ihrem Auftraggeber, Bischof Bernward von Hildesheim (983–1022), erhielt, gilt als eines der Hauptwerke der ottonischen Kunst.

## Werkgeschichte

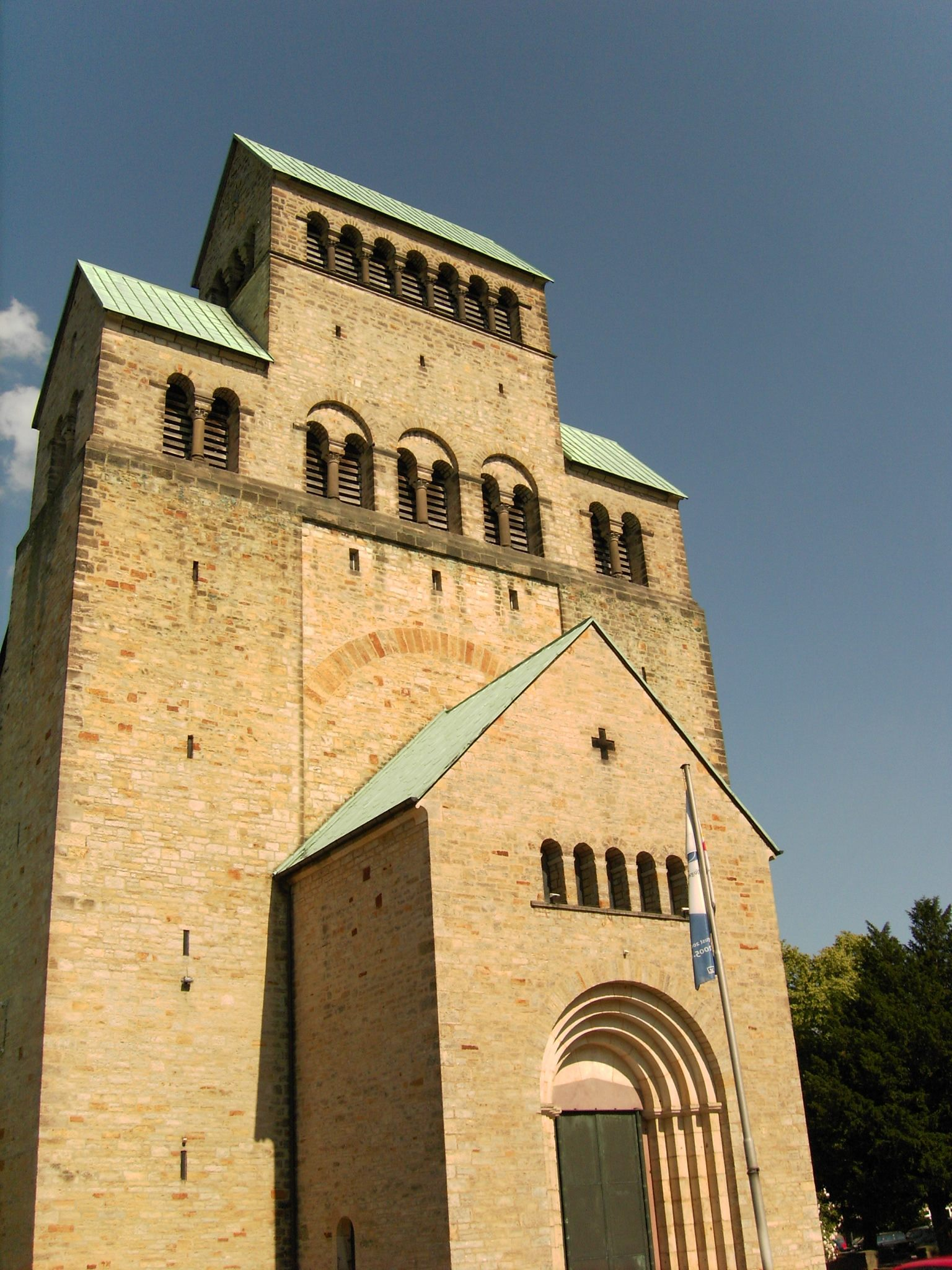
Das Westwerk des Hildesheimer Domes (Zustand 2005)

Die Tür ist zusammen mit der Christussäule Teil der Bemühungen Bischof Bernwards, durch künstlerische Spitzenleistungen seiner Bischofsstadt im Rahmen der von den Sachsenkaisern angestrebten Erneuerung des Römischen Reiches eine kulturelle Vormachtstellung zu verschaffen. Eine lateinische Inschrift auf dem mittleren Querrahmen, die noch zu Bernwards Lebenszeit einziseliert wurde, weist das Jahr 1015 als Terminus ante quem für die Herstellung der Türen auf:

„AN[NO] DOM[INICE] INC[ARNATIONIS] M XV B[ERNVARDVS] EP[ISCOPVS] DIVE MEM[ORIE] HAS VALVAS FVSILES IN FACIE[M] ANGELICI TE[M]PLI OB MONIM[EN]T[VM] SVI FEC[IT] SVSPENDI“

„Im Jahre des Herrn 1015 ließ Bischof Bernward – seligen Angedenkens – diese gegossenen Türflügel an der Fassade des Engelstempels zu seinem Gedächtnis aufhängen.“

Der in der Inschrift genannte „Engelstempel“ wird von einem Teil der Forscher mit Bernwards Grabeskirche Sankt Michael identifiziert. Diesen zufolge waren die Türflügel ursprünglich dort am südlichen Seitenschiff (möglicherweise getrennt in zwei Portalen) bzw. im Kreuzgang oder in einem nicht mehr vorhandenen Westwerk eingehängt und gelangten erst in den Dom, als Bischof Godehard seiner, von Wolfhere verfassten Lebensbeschreibung (Vita Godehardi) zufolge 1035 diesem einen Westeingang geschaffen hatte und hier die Tür seines Vorgängers Bernward aufhängen ließ. Neuere kultgeschichtliche Forschungen deuteten „templum angelicum“ als liturgische Formel für ein dezidiertes Michaelspatrozinium, was die These zu unterstützen scheint, dass die Türflügel für Sankt Michael geschaffen wurden. Der Grabungsbefund (Bauforschung) von 2006 scheint jedoch nunmehr auszuschließen, dass Sankt Michael einmal ein Westwerk hatte. Für die Aufstellung der Tür kommt aber ohnehin eher die Südseite in Frage, wo neben dem westlichen Treppenturm Fundamentreste einer Vorhalle ergraben worden sind.
Andere Forscher gingen davon aus, dass die Bernwardstür von Anfang an für den Hildesheimer Dom bestimmt war, dessen Westwerk mit Vorhalle allerdings erst im Jahr 1035 von Bischof Godehard angelegt wurde. Es wird vermutet, dass der Westbau des Hildesheimer Doms einst dem Erzengel Michael geweiht war, was auch für eine Vielzahl anderer ottonischer und frühromanischer Westwerke nachweisbar sei. Auf diese Weise wäre die Annahme der bereits ursprünglichen Bestimmung für den Dom mit der Inschrift auf der Tür selbst vereinbar. Sie nehmen an, dass bereits Bernward hier einen Westbau anlegte, dessen Aussehen sich heute nicht mehr eindeutig rekonstruieren lässt. Entweder ließ Bernward den bisherigen Westchor und die darunter liegende Krypta abbrechen, um Platz für eine repräsentative Vorhalle zu schaffen, in deren Portal die Bernwardstür eingesetzt werden konnte oder er ließ den Westchor verlängern und die Tür im Portal einer Kapelle, die an die Vorderseite der Apsis angebaut war, aufhängen. Für die Vermutung eines bernwardinischen Westbaus am Dom sprechen allerdings nur wenige Fundamentreste, die auch kaum detaillierte Aussagen über seine genaue Gestalt mehr zulassen. Schriftliche Quellen für Baumaßnahmen Bernwards am Dom fehlen. Ein solcher Standort der Türen im Westbau hätte ohnehin bald wieder geändert werden müssen, da der Dom bereits unter Bernwards Nachfolgern Godehard, Azelin und Hezilo durchgreifend umgebaut wurde. Ein Übriges tat der durchgreifende Umbau der Westteile in den Jahren 1842–1850. Zuletzt wurde das Westwerk nach schweren Bombenschäden im Zweiten Weltkrieg weitgehend neu errichtet. Der zugrundeliegende, nicht unumstrittene Plan von Wilhelm Fricke orientierte sich allerdings nicht am mutmaßlichen Bauzustand zur Zeit Bernwards, sondern am Westwerk des Mindener Doms sowie dem mutmaßlichen Erscheinungsbild der Hildesheimer Westfront unter Bischof Hezilo (Bauzeit 1054–1061).
Die Türflügel entgingen dem Bombenangriff auf Hildesheim am 22. März 1945 nur, weil sie auf Initiative des Domkapitels bereits knapp drei Jahre zuvor zusammen mit zahlreichen anderen Kunstwerken der Ausstattung ausgelagert worden waren. Die tonnenschweren Türflügel mussten damals, auf den Längsseiten liegend und in ein stabiles Holzgerüst eingespannt, von zwei Pferdegespannen auf einem Rollwagen zum so genannten Kehrwiederwall im Südosten der Altstadt gezogen werden, wo sie in einem unterirdischen Gang den Krieg überdauerten.
Im Zuge der umfassenden Sanierung des Domes der Jahre 2010 bis 2014 wurde die Bernwardstür neu positioniert, zurück von der westlichen Außenwand an ihren ursprünglichen Platz in der östlichen Abschlusswand des Westparadieses. Seitdem tragen die beiden Türflügel sich auch wieder selbst, lassen sich also allein über die historischen Bronzezapfen drehen.

## Herstellung und technische Merkmale
Die Türflügel wurden jeweils aus einem Stück gegossen. Angesichts der Maße (links 472,0 × 125,0 cm, rechts 472,0 × 114,5 cm, maximale Stärke ca. 3,5–4,5 cm) und des enormen Gewichts (jeweils etwa 1,85 t) der Türflügel, ist dies für damalige Zeiten eine große handwerkliche Leistung. Als Rohmaterial für das Gießen diente Rotguss, der vorwiegend aus Kupfer (über 80 %) sowie zu etwa gleichen Teilen aus Blei, Zinn und Zink besteht. Die bisherigen Materialanalysen konnten allerdings nicht klären, aus welcher Erzlagerstätte die verwendeten Metalle stammen; die seinerzeit bereits belegte Hütte am Rammelsberg bei Goslar scheidet jedenfalls aus.
Wie ihre Vorgänger in Aachen und Mainz wurde die Bernwardstür im Wachsausschmelzverfahren hergestellt, das höchste Ansprüche an die Arbeiter der Gießwerkstätte stellte, da die Gussform nur einmal verwendet werden konnte. Die einzelnen Szenen des Bilderzyklus wurden von den Modelleuren aus massiven Wachs- oder Talgtafeln herausgeschabt und erst danach, gestützt durch ein Eisengerüst, zusammengesetzt; dadurch entstanden vermutlich auch die leichten Unregelmäßigkeiten in der Bänderung, die die einzelnen Darstellungen unterteilt. Auch die Türzieher in Form von fratzenhaften Löwenköpfen mit Gnadenring wurden nicht nachträglich aufgelötet, sondern waren schon auf der Wachsform vorhanden. Technische Analysen haben gezeigt, dass man die Lehmform auf der Längsseite stehend mit Bronze befüllte, damit sich das flüssige Metall gut verteilen konnte. Nach- bzw. Überfanggüsse an den Türen belegen, dass sich beim Auskühlen Risse im Metall gebildet hatten. Der erkaltete Rohguss der Türflügel war vermutlich noch recht grob, von Metallgraten an der Stelle der Abfluss- bzw. Abluftkanäle in der Lehmform übersät und musste noch in großem Umfang durch Ziselieren nachbearbeitet werden.

## Stil und Komposition

### Gesamtkonzeption
Die Bernwardstür hat die Gestalt einer antiken Rahmen-Füllungstür; im Gegensatz zu den römischen Originalen ist diese Formgebung in Hildesheim allerdings nicht konstruktionsbedingt, sondern wohl eher ein an die antike Tradition erinnerndes Zitat. Zudem sind die Rahmen durch die geringe Breite und das flache Relief zugunsten der Figurenszenen stark in ihrer Wirkung gemindert, so dass sie eher wie die Bildstreifen einer zeitgenössischen Prachthandschrift – wie etwa im Evangeliar von Echternach – wirken.

### Komposition der Szenen
Die Komposition der einzelnen Szenen ist ebenso einfach wie wirkungsvoll. Im Gegensatz zu szenischen Darstellungen der karolingischen Kunst verzichteten die Künstler auf reich ausgestaltete, Räumlichkeit vortäuschende Hintergründe. Die Szenerien, bestehend aus Pflanzen (hauptsächlich am linken Flügel) und Architekturen (vorwiegend am rechten Flügel), sind im Flachrelief ausgeführt und auf ein Minimum begrenzt. Es gibt sie nur dort, wo sie zum Verständnis der Darstellung oder aus kompositorischen Gründen notwendig sind. Stattdessen bringen große freien Flächen die Umrisse der wenigen Figuren, die sich in ihnen bewegen, besonders gut zur Geltung – Alexander von Reitzenstein bezeichnete die leeren Bildräume daher als „Wirkungsfeld korrespondierender Gebärden“. Durch ihre Bewegungen und ausdrucksstarken Gesten steht jede Person in Beziehung zu einer anderen, kaum eine Figur wäre als Einzelstück ohne ihr Gegenüber denkbar, da sie sonst ihren Sinn verlöre.

### Figuren

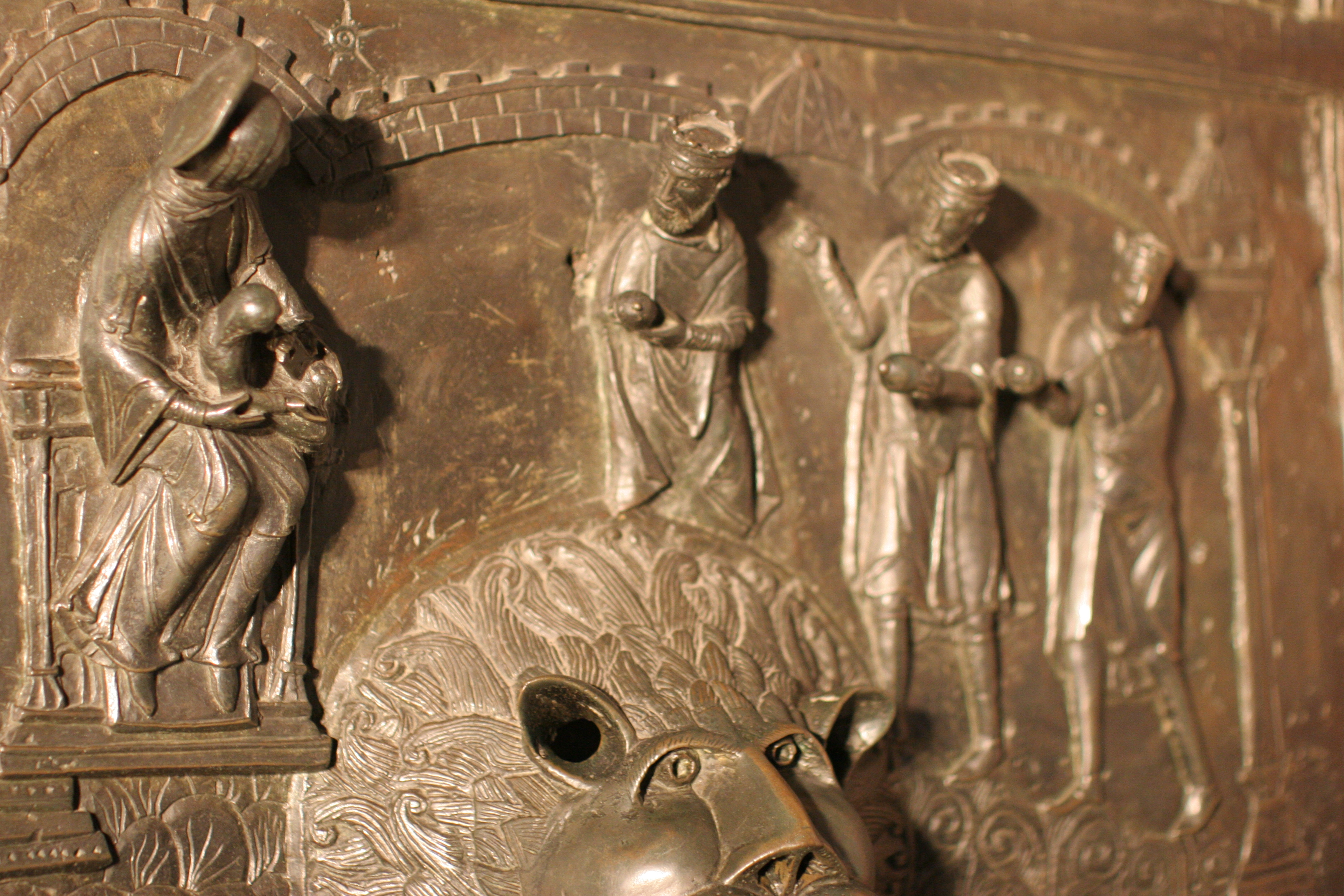
Detail des rechten Türflügels: die Anbetung der Könige

Wie in der mittelalterlichen Kunst üblich, haben die Figuren keine individuellen Physiognomien, vielmehr handelt es sich um stilisierte Typen, die sich teilweise wiederholen. Für die ottonische Plastik charakteristisch sind die überproportional großen, ovalen Gesichter. In flachen Augenhöhlen, die an der Stirn durch einen scharfkantigen Brauenbogen abgeschlossen werden, sitzen übergroße, mandelförmige Augen. Die Haare bestehen aus parallelen Strähnen und sind zum Mittelscheitel gekämmt. Trotzdem ist die Mimik zum Teil sehr ausdrucksstark und wirkt kongenial mit den Gesten zusammen. In diesem Zusammenhang besonders auffällig ist die Figur des Kain aus der Brudermordszene, der mit ängstlichen, weit aufgerissenen Augen zu Gottes Hand am Himmel hinaufblickt und sich dabei schützend seinen Umhang vor den Körper hält.
Eine Besonderheit der Figuren an der Bernwardstür ist ihr Reliefstil: Die Figuren treten nicht gleichmäßig aus der Fläche, sondern ‚lehnen‘ sich gleichsam aus ihr heraus, so dass sie in der flachen Seitenansicht beinahe den Eindruck eines „Rosenspaliers mit nickenden Köpfen“ erwecken. Ein besonders aussagekräftiges Beispiel hierfür ist die Figur der Maria mit dem Jesuskind in der Szene der Anbetung der Könige: Während der Unterkörper noch als Flachrelief gearbeitet ist, ragen der Oberkörper und Christus nach oben hin immer weiter hervor; Schulter und Kopf der Maria schließlich sind vollplastisch. Dieser ungewöhnliche Reliefstil ist durchaus gestalterisch gewollt und nicht etwa auf gusstechnische Gründe zurückzuführen.

### Meisterfrage
Im Gegensatz etwa zum Marktportal des Mainzer Doms ist für die Hildesheimer Bernwardstür kein Meistername überliefert. Dies hat dazu geführt, dass die ältere Forschung eine wechselnde Zahl unterschiedlicher Meister anhand stilistischer Analysen der einzelnen Bildfelder zu ermitteln versuchte. Rainer Kahsnitz hat diese Zuschreibungen allerdings mittlerweile in Zweifel gezogen, da die Unterschiede in der Bearbeitung der Reliefs so geringfügig seien, dass sie eher technischen Notwendigkeiten als unterschiedlichen künstlerischen Auffassungen zu verdanken seien. Möglicherweise war nur ein einziger Meister an der Herstellung der Bernwardstür beteiligt, der eine kleine Gruppe von Gesellen und Gehilfen unter sich hatte.

## Ikonografie
Die Bernwardstür enthält den ältesten monumentalen Bilderzyklus der deutschen Plastik. Sie folgt einem heilsgeschichtlichen und typologischen Bildprogramm. Die 16 Felder zeigen Szenen aus dem Alten Testament (auf der linken Tür) und dem Neuen Testament (auf der rechten Tür). Links ist, von oben absteigend, die Geschichte der zunehmenden Entfernung der Menschen von Gott dargestellt (Schöpfung, Sündenfall, Brudermord), rechts, von unten aufsteigend, das Erlösungswerk Christi, von der Verkündigung und Geburt über die Leidensgeschichte bis zur Auferstehung. Die Erzählmethode, mehrere zeitlich nacheinander folgende Teile einer Bibelerzählung in ein und demselben Bildfeld darzustellen, entspricht den Gepflogenheiten der zeitgenössischen Buchmalerei. Dies führt dazu, dass etwa Adam in der Szene seiner Erweckung durch den Schöpfer gleich zweimal erscheint, der Apfel in der Szene des Sündenfalls sogar fünfmal.
Thematisch ergänzt werden die Darstellungen des rechten Türflügels, wo auf die Geburt und Kindheit Jesu sogleich Passion und Auferstehung folgen, durch die Bilderzählung seines öffentlichen Lebens auf der Christussäule, die, ebenfalls von Bernward gestiftet, bis ins 18. Jahrhundert im Ostchor von St. Michael stand.
Neben der chronologischen Lesart können die einander gegenüber liegenden Bildfelder auch in typologische Beziehung (concordantia veteris et novi testamenti) gesetzt werden. Die Deutungen beruhen zum überwiegenden Teil auf den theologischen Schriften der Kirchenväter, vor allem des Augustinus:

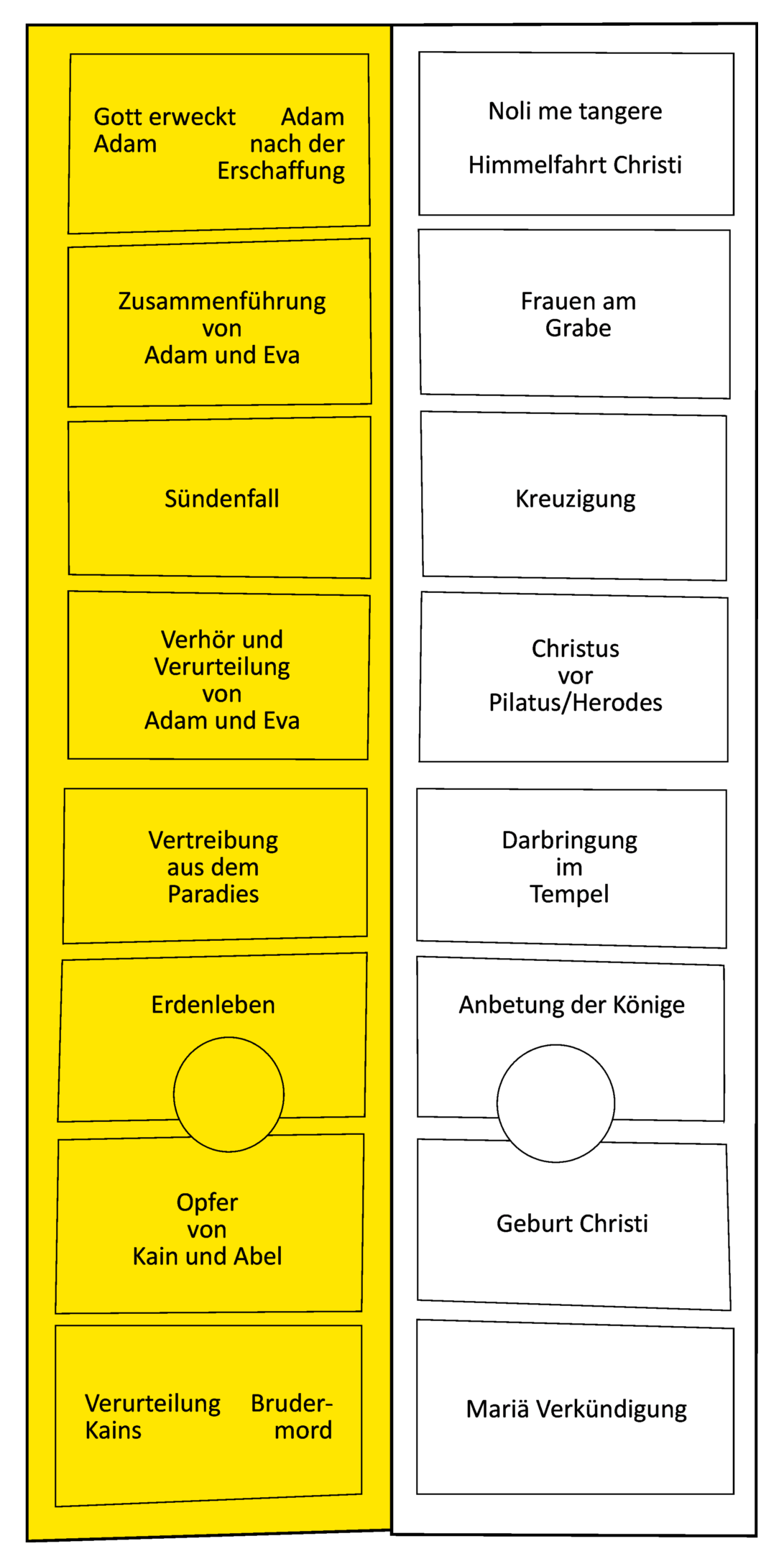
Ikonografisches Programm der Bernwardstür

| Linker Flügel (1. Buch Mose/Genesis)                    | Rechter Flügel (Leben Jesu Christi)                          | Typologischer Zusammenhang |
| ------------------------------------------------------- | ------------------------------------------------------------ | --- |
| Gott erweckt Adam zum Leben, Adam huldigt (?) Gottvater | Noli me tangere („Rühr mich nicht an“) / Himmelfahrt Christi | Der erwachende Adam weist auf den wiederauferstehenden Christus voraus. |
| Zusammenführung von Adam und Eva                        | Frauen am Grabe                                              | Adam und Eva entsprechen als Paar Christus und den Frauen am Grabe, die im übertragenen Sinne als „Bräute Christi“ gedeutet werden. |
| Sündenfall                                              | Kreuzigung Christi                                           | Der Sündenfall ist der Ausgangspunkt der Erbsünde, die durch den Opfertod Christi am Kreuz getilgt wird (1 Kor 15,22 ). |
| Verhör und Verurteilung Adams und Evas                  | Christus vor Pilatus/Herodes                                 | Während die Verurteilung der Ureltern den Beginn der gottfernen, sündhaften und leidvollen Welt einläutet, kündigt die Verurteilung Christi die bevorstehende Erlösung durch das Opfer am Kreuz an. Adam und Eva weisen die eigene Schuld ab, Christus nimmt die fremde Schuld auf sich. |
| Vertreibung aus dem Paradies                            | Darbringung im Tempel                                        | Während Adam und Eva wegen ihrer Sündhaftigkeit aus dem „Hause Gottes“ vertrieben werden, eröffnet Christus durch die Darbringung im Tempel seinen Anhängern die Rückkehr ins Paradies.                                                                                                  |
| Erdenleben Adams und Evas                               | Anbetung der Könige                                          | Maria als „neue Eva“, die den Ungehorsam Evas beim Sündenfall durch den eigenen Gehorsam zu Gott aufwiegt. |
| Opfer Kains und Abels                                   | Geburt Christi                                               | Das Lamm, das Abel Gott opfert, erinnert an die Menschwerdung Gottes in Christus und dessen göttliche Unberührtheit. |
| Kains Brudermord                                        | Mariä Verkündigung                                           | Der getötete Gerechte Abel weist durch sein Blut, das Gott bei seiner Menschwerdung annahm, auf Christus hin. |

## Vorbilder und Nachwirkungen

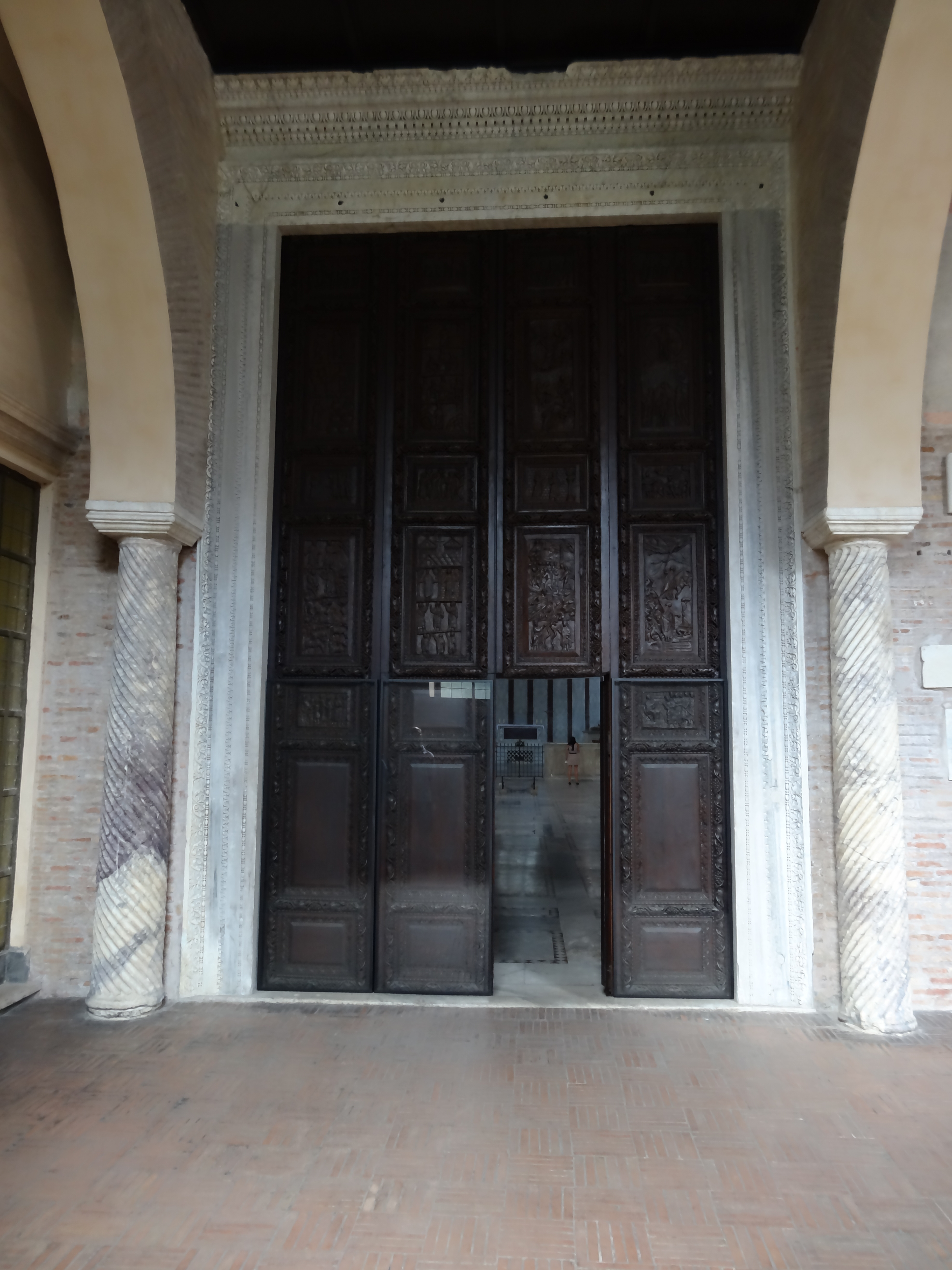
Holztüren von Santa Sabina in Rom, um 430

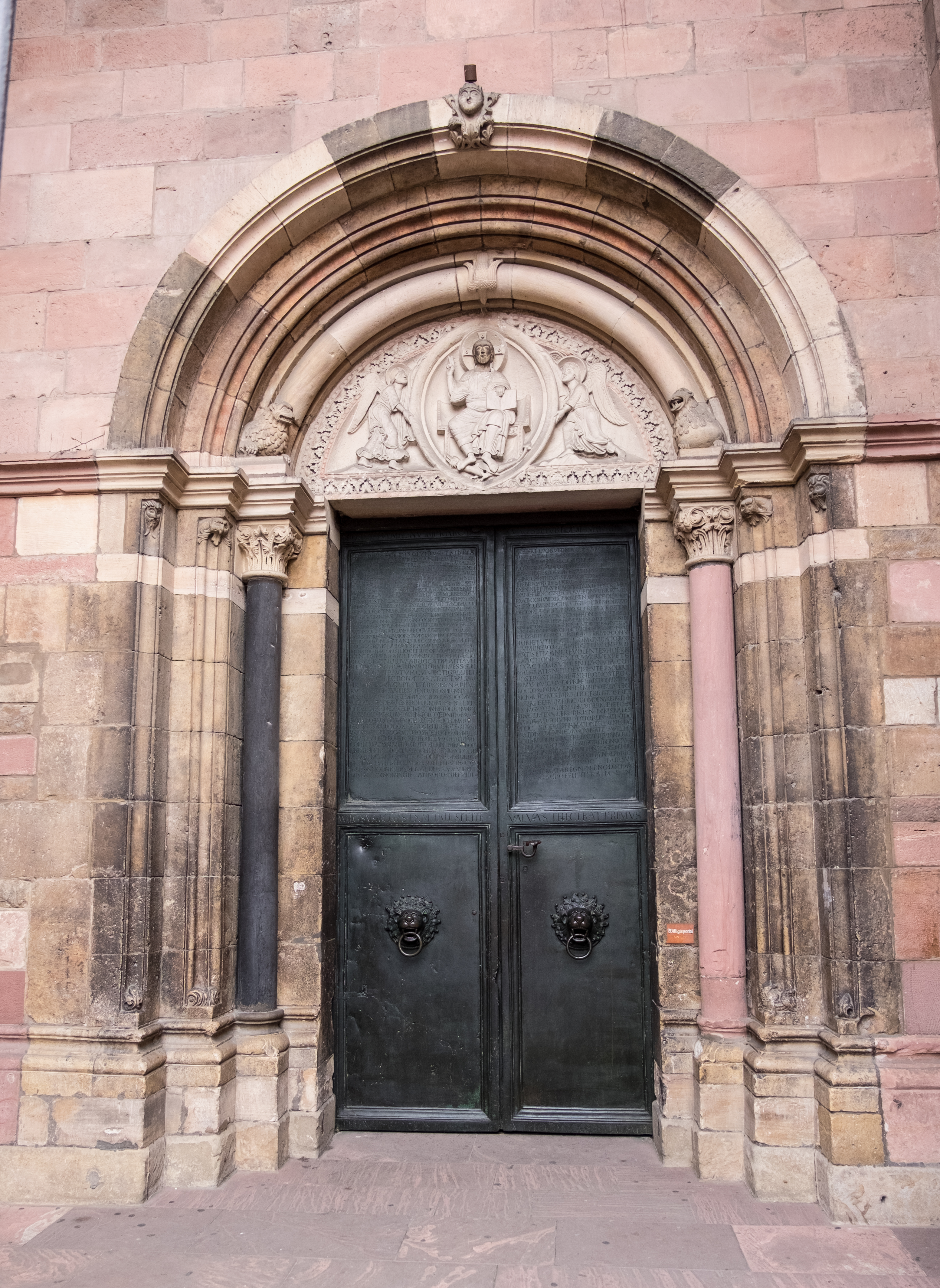
Bronzetüren am Marktportal des Mainzer Doms, um 1009

Für die Gestaltung der Hildesheimer Türen als Rahmen-Füllungstür nach römischem Vorbild sowie für die Materialwahl kommen verschiedene Anregungen in Frage. Herausragende Beispiele des monumentalen Bronzegusses fanden sich zu jener Zeit in den Türen der Aachener Pfalzkapelle (um 800) und dem Marktportal des Mainzer Doms, deren Türen Erzbischof Willigis um 1009 durch den Gießer Berenger hatte anfertigen lassen. Allerdings besaßen diese Türen – mit Ausnahme der Türzieher in Form von Löwenköpfen an der Aachener Wolfstür – noch keinen figürlichen Schmuck. Wie sein Biograf Thangmar in der Vita Bernwardi berichtet, wohnte Bischof Bernward bei seinem Romaufenthalt 1001/02 zunächst in der Herberge der schola Francorum am Vatikan und anschließend in der Kaiserpfalz auf dem Palatin. Damit bestand für ihn die Gelegenheit, das monumentale Bronzetor am Eingang zur konstantinischen Petersbasilika zu studieren. Möglicherweise sah er auch die um 430 entstandenen spätantiken Holztüren von Santa Sabina mit ihrem Reliefzyklus, in dem Szenen des Alten und Neuen Testaments einander typologisch gegenübergestellt sind. Auch die spätantiken Türen von Sant’Ambrogio in Mailand kommen als mögliche Vorbilder in Frage.
Was die Komposition der Bildfelder und der Figuren der linken Tür anbelangt, so hat erstmals Franz Dibelius deutliche Parallelen zu Darstellungen in der Buchmalerei aus der Hofwerkstatt Karls des Kahlen festgestellt. Einige Szenen der Hildesheimer Türen, z. B. die Erschaffung Adams oder das irdische Leben der Ureltern, sind kompositorisch nahezu identisch mit den Malereien der so genannten Moutier-Grandval-Bibel (London, British Library, Ms Add. 10546). Bezeichnenderweise stammt diese um 840 geschaffene, spätkarolingische Handschrift aus Tours, wohin Bernward 1006 reiste, um ein Jahr später mit kostbaren Reliquien für das silberne Bernwardskruzifix nach Hildesheim zurückzukehren. Enge Parallelen lassen sich aber auch zu anderen bedeutenden Prachthandschriften des 9. Jahrhunderts erkennen, u. a. zu der noch älteren, um 800 entstandenen Alkuin-Bibel (Staatsbibliothek Bamberg, Msc.Bibl.1) und der 877 in der Abtei Corbie geschaffenen Bibel von San Paolo fuori le mura (Rom, Abbazia di S. Paolo fuori le mura). Dass Bernward die Abschrift einer der berühmten französischen Bibeln von seinen Reisen mitbrachte, ist zwar nicht belegt, aber wahrscheinlich. Das Elfenbein im Einband des Stammheimer Missales, auf dem Alkuin dem heiligen Martin, als dem Patron seines Klosters ein Buch überreicht, könnte von einer touronischen Bibel aus Bernwards Besitz stammen. Rudolf Wesenberg zog überdies ikonografisch und stilistisch vergleichbare, aber nur noch in Nachzeichnungen überlieferte Fresken in San Paolo fuori le mura und Alt-St. Peter heran, die Bernward während seiner Romreise gesehen haben könnte.
In der Nachfolge der Bernwardstür entstanden noch eine Reihe weiterer mittelalterlicher Bronzetüren, die aber in keinem erkennbaren Zusammenhang mit Hildesheim stehen. Auch die Technik des Vollgusses setzte sich nicht durch, denn die bedeutendsten Erztüren – etwa die Bronzetür des Augsburger Domes (11. Jahrhundert), die Türen von San Zeno Maggiore in Verona (12./13. Jahrhundert) und der Sophienkathedrale in Weliki Nowgorod (1152–1154) – besitzen ein Holzgerüst, auf dem die Bronzereliefs befestigt sind. Für das Westportal der Pauluskirche zu Worms schuf der Bildhauer Lorenz Gedon 1881 eine detailgetreue Nachbildung der Bernwardstür; diese ist allerdings im Gegensatz zum Original in Gusseisen ausgeführt, zudem fehlen aus Platzgründen bei beiden Flügeln jeweils die zwei obersten Bildfelder.

## Liturgische Bedeutung
Dem Hildesheimer Domordinarium von 1473 zufolge „vollzog der Bischof zur Vesper des Aschermittwochs im medium monasterii die Aschenbestreuung und die Vertreibung der öffentlichen Büßer durch die südwestliche Kirchentür. Daran anschließend verließ er mit dem Klerus barfüßig den Dom durch die großen Bronzetüren, um nach dem Umgang um das Gebäude durch diese wieder zurückzukehren.“ Der Bezug zum Ritus der Austreibung der Büßer in der Fastenzeit nach dem Vorbild der Ausweisung der Stammeltern aus dem Paradies erscheint schon im Bildprogramm selbst angelegt. „Die Bilder des linken Flügels mit der Erschaffung des Menschen, dem Sündenfall und der Geschichte von Kain und Abel entsprechen der Brevierlesung (Gn 1–5,5) zum Sonntag Septuagesima und der folgenden Woche, mit denen die Vorfastenzeit beginnt.“ So diente die Tür vermutlich auch schon an ihrem ursprünglichen Standort der Belehrung der Büßer, die sich während der Fastenzeit im Vorraum („Paradies“) des Kirchengebäudes aufhalten mussten.